# Пенстемон наперстянковый
Пенстемон наперстянковый (лат. Penstemon digitalis) — вид цветкового растения семейства Подорожниковые (Plantaginaceae). Цветки белые, распускаются летом. Аборигенный вид восточной Канады, а также востока и юго-востока США. Наиболее распространенный вид рода Penstemon к востоку от реки Миссисипи. Используется как декоративное растение.

## Описание
Голое травянистое растение высотой 60—90 см с супротивными блестящими зелеными простыми листьями на тонких пурпурных стеблях. Листья имеют длину до 13 см. В вертикальном положении стебли в среднем составляют от 60 до 90 см в высоту.
Цветки воронковидные. Соцветие — метёлка, простирается почти на треть высоты растения и имеет пары ветвей, которые многократно повторяются с двумя цветками. Цветоножки имеют длину почти четверть дюйма и образуют двугубые трубчатые цветы длиной 3 см на тёмно-зелёной листве. Цветки имеют крошечные белые волоски на внешней стороне трубки. Растение имеет эллиптические прикорневые листья и стеблевые листья от копьевидных до продолговатых.

Части растения
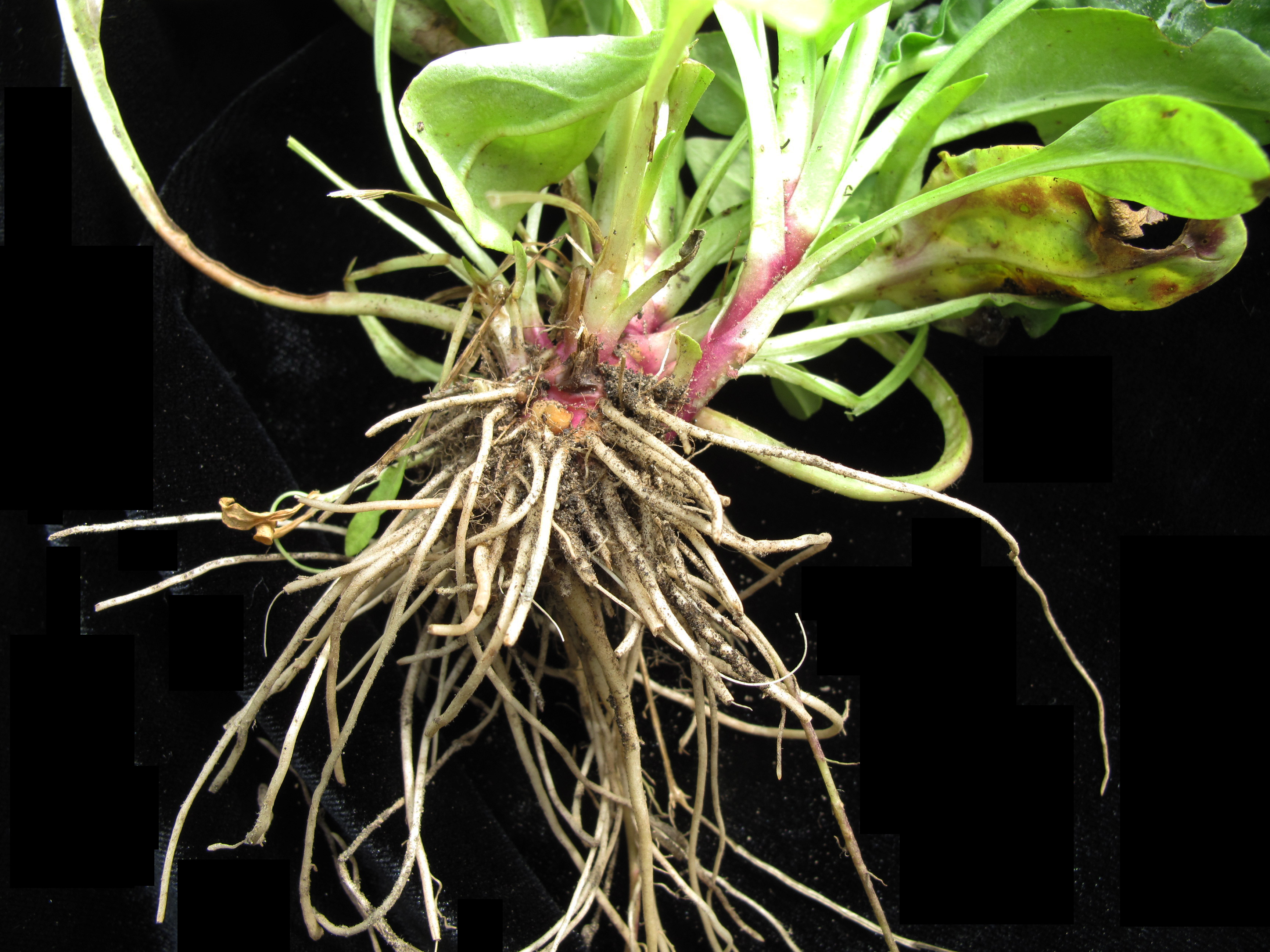
Корни
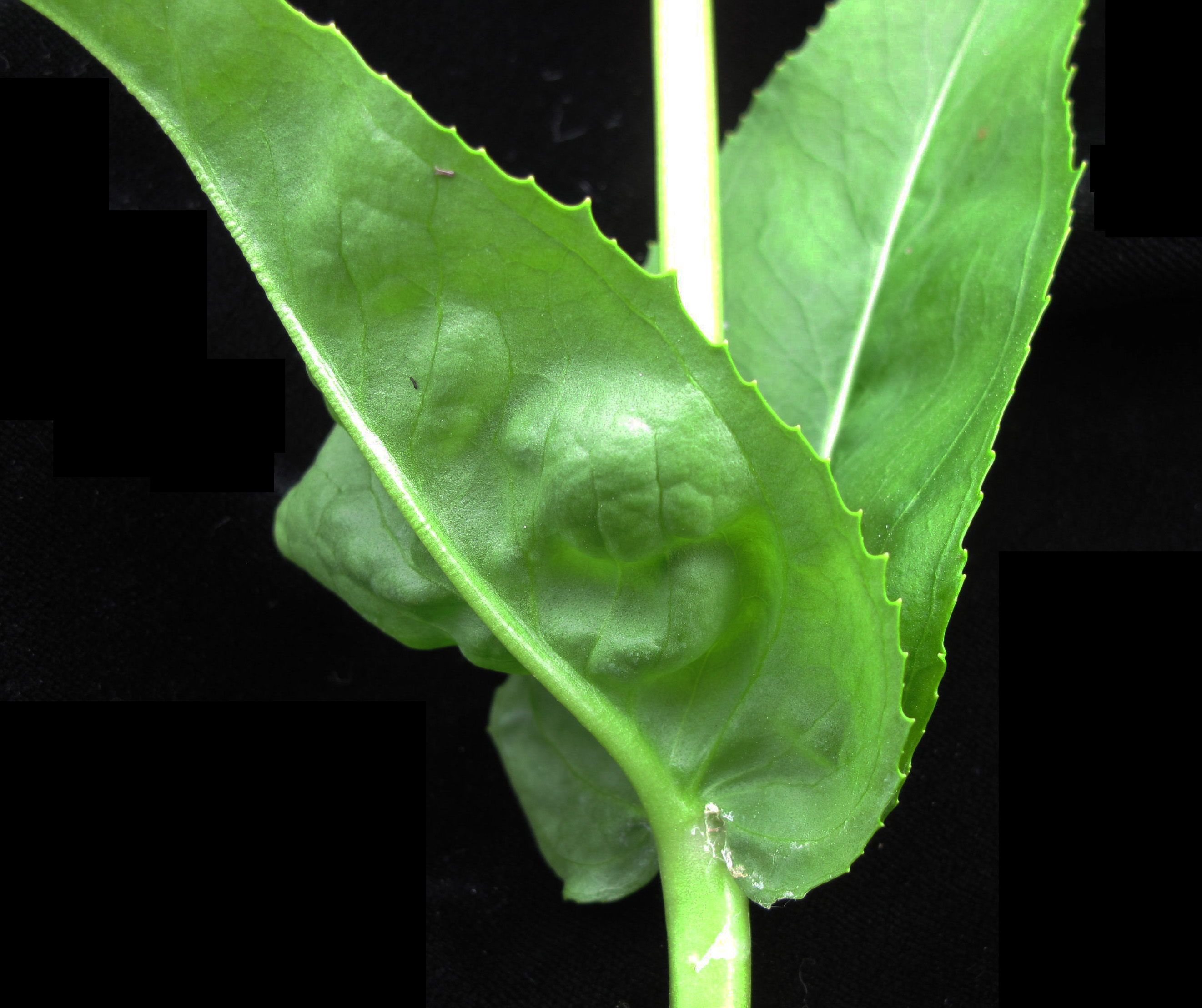
Стеблевые листья
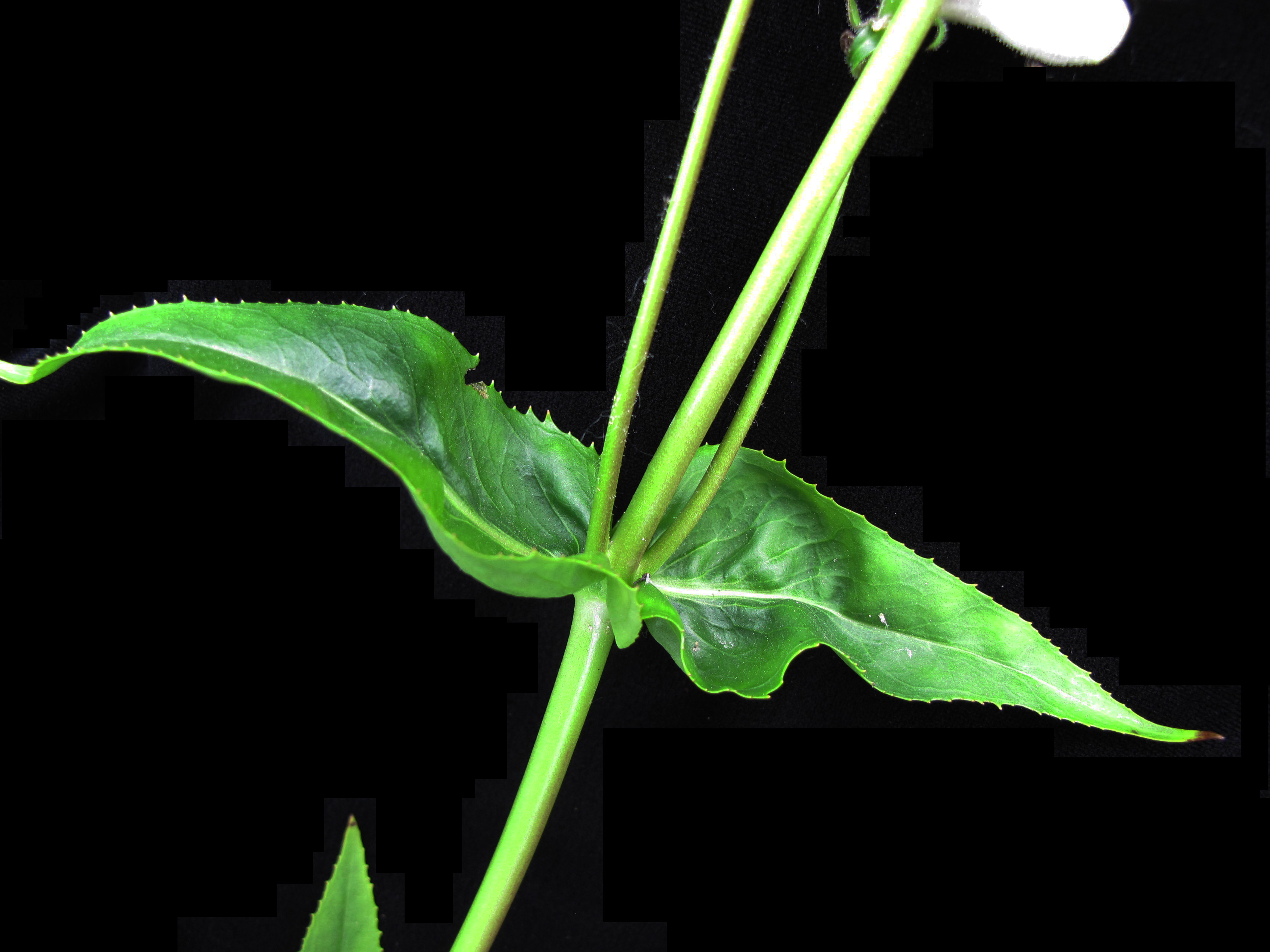
Стеблевые листья
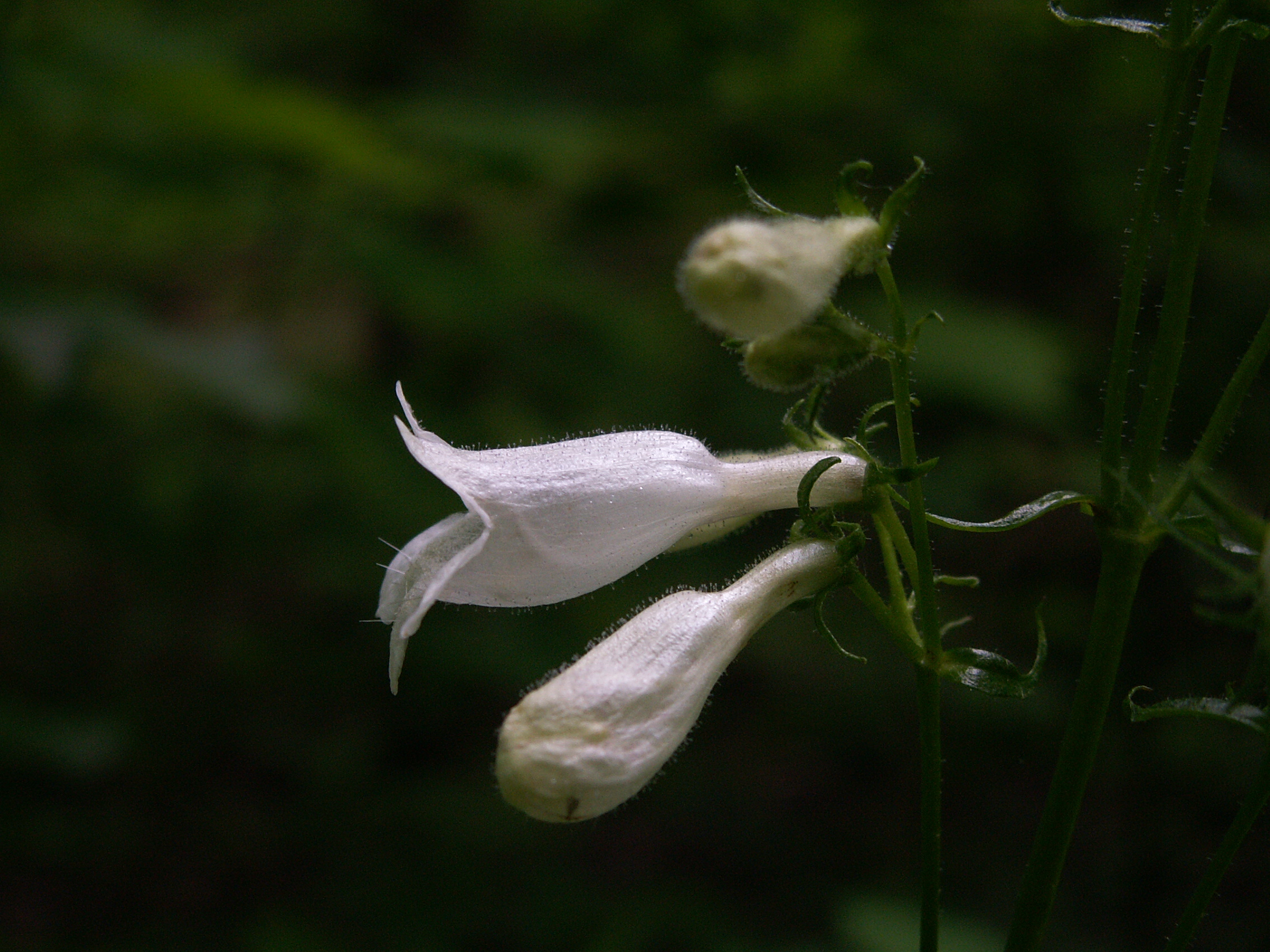
Крупный план цветения цветов в Шенли-парке, Питтсбург
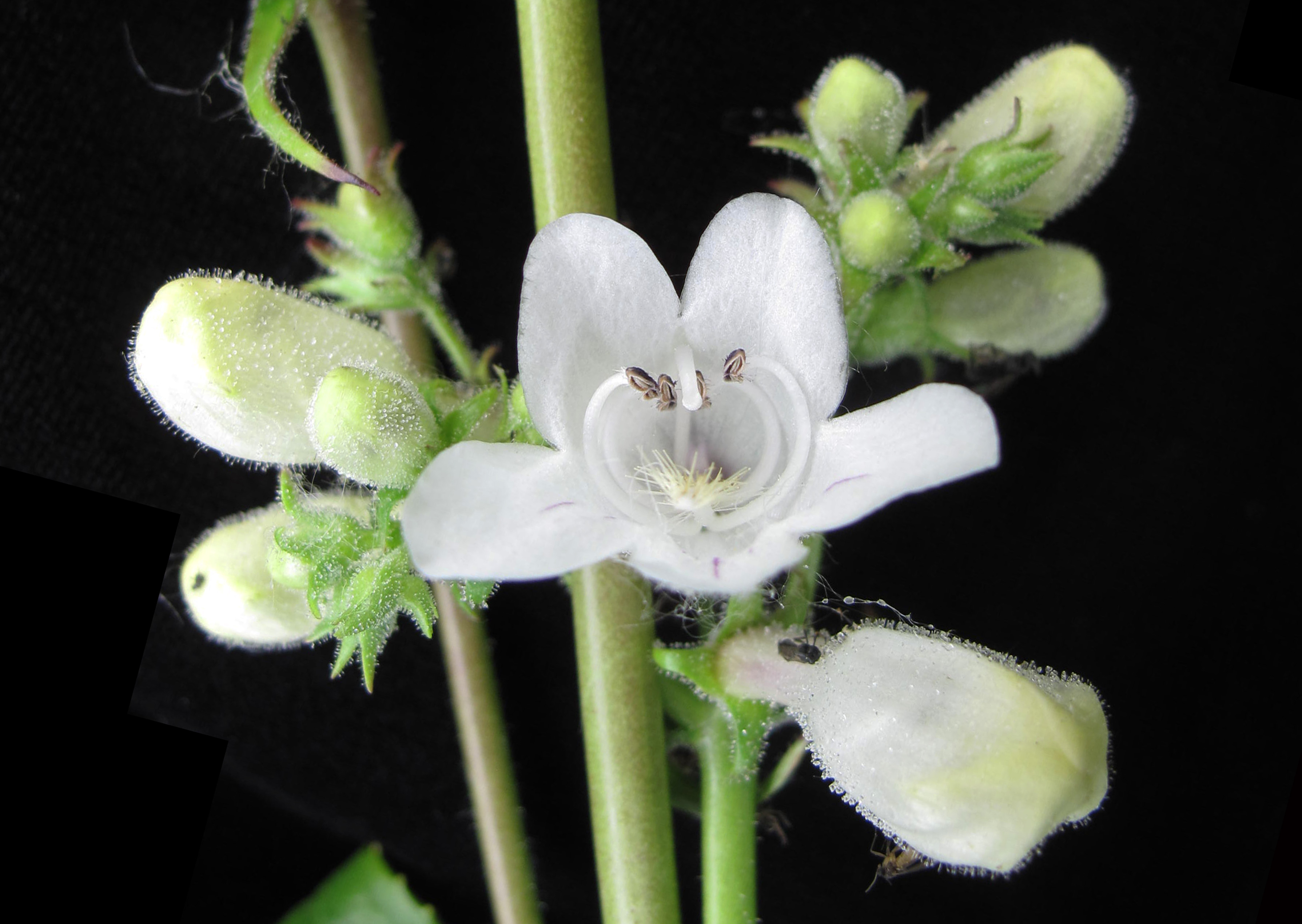
Цветок крупно
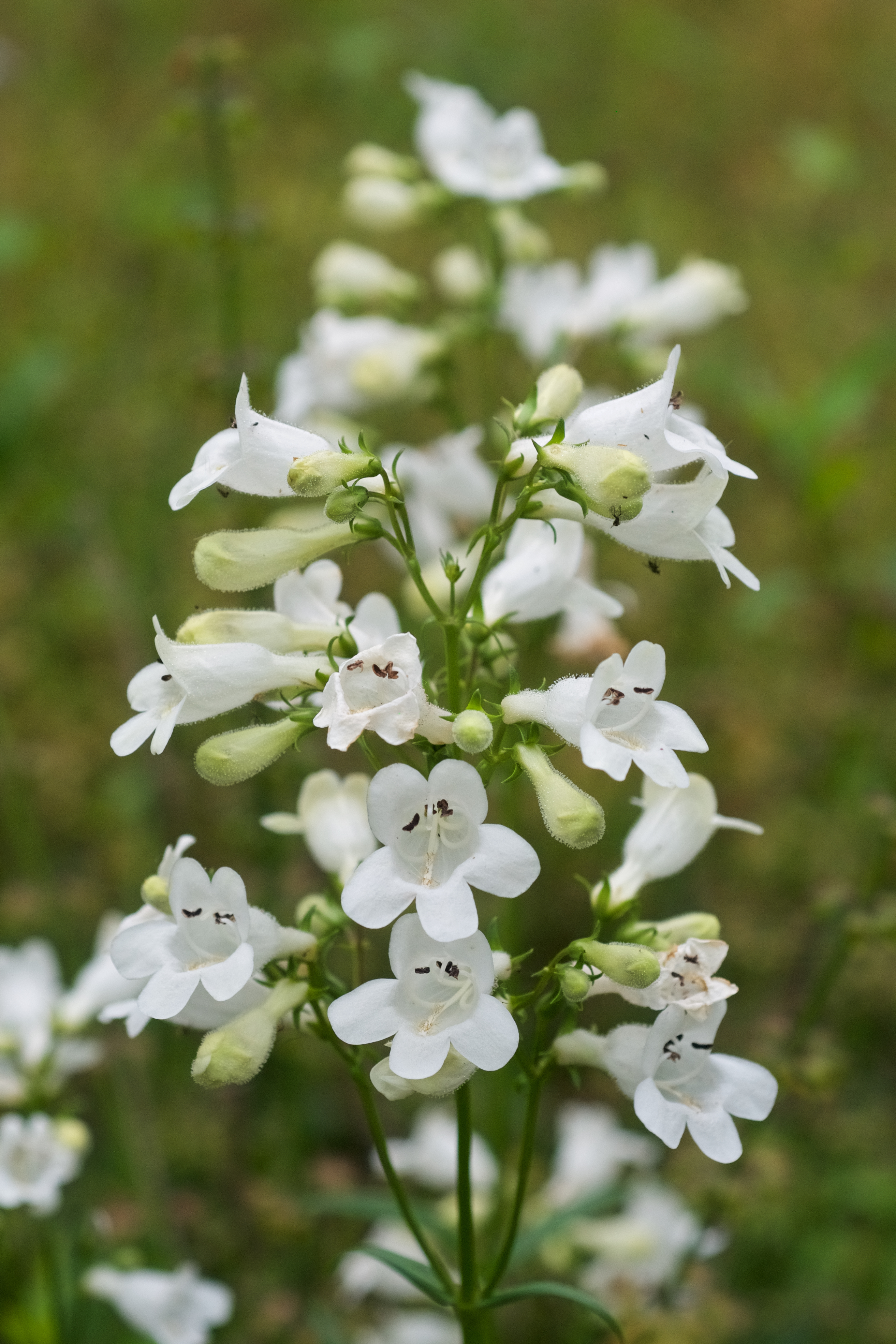
Верхушка цветущего соцветия

## Этимология
Первоначально вид был описан как «Пентстемон, похожий на наперстянку» (так в оригинале), а видовой эпитет digitalis является прямой ссылкой на род наперстянка (Digitalis).

## Экология
Растёт на влажной песчаной почве, на ярком солнце, на лугах, в прериях, полях, на опушках леса, в открытом лесу и вдоль железнодорожных путей. Период цветения — с конца весны до начала лета. Известно, что это растение привлекает бабочек, пчел и птиц, таких как колибри. Устойчиво к выпасу оленей.

## Размер генома
Род Пенстемон (Penstemon) является крупнейшим в Северной Америке и насчитывает 270 видов. Однако размер генома этого вида был относительно неизвестен, что может быть важно для систематики. Ученые оценили размер генома 40 % видов рода с помощью проточной цитометрии. Penstemon digitalis имеет один из крупнейших геномов рода Penstemon.

## Выращивание

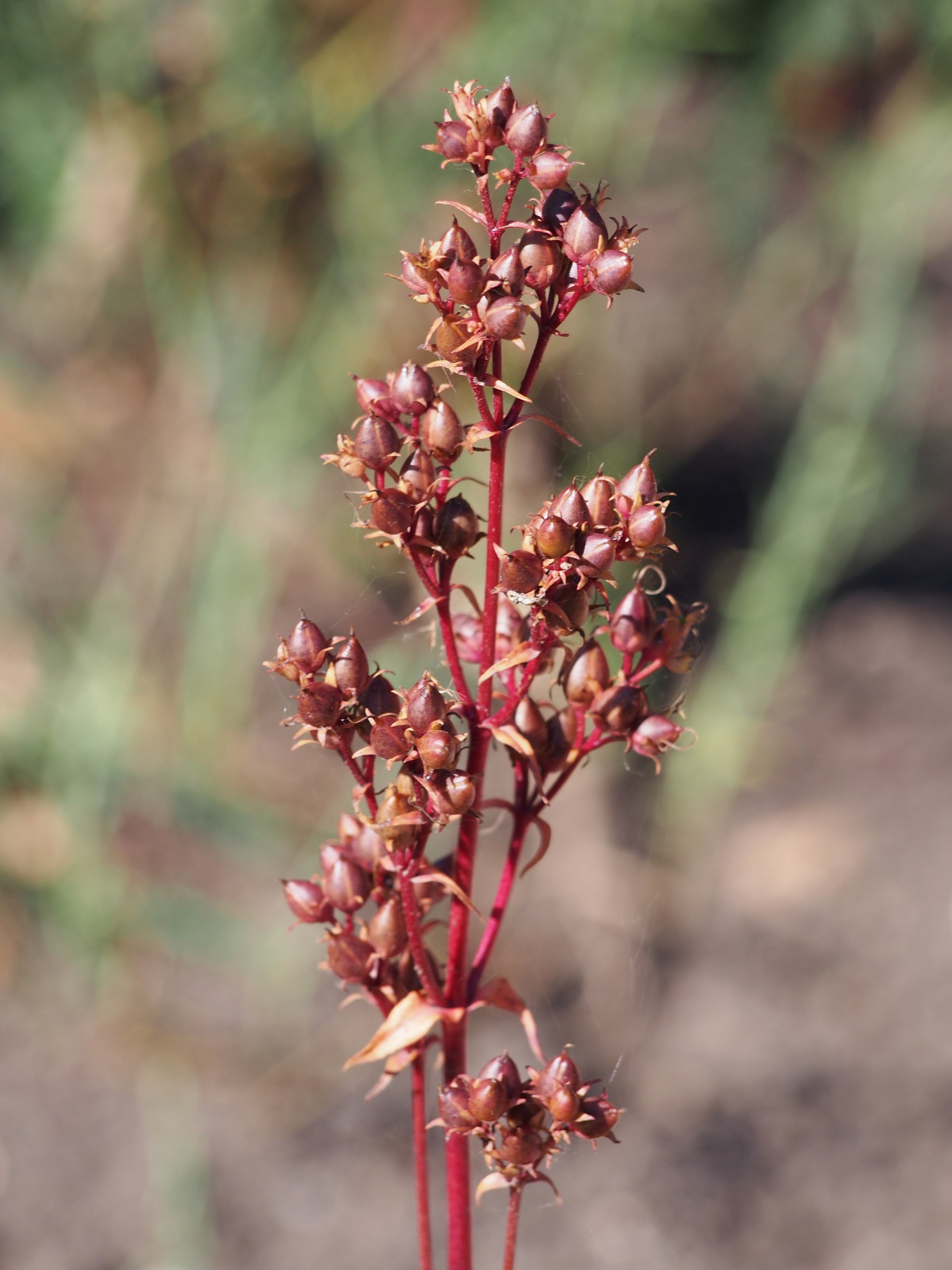
Семенные коробочки на соцветии сорта 'Husker Red'

Как и другие виды пенстемона, используется для посадки вдоль дорог, поскольку он легко выращивается и эффектен. Американское общество любителей пенстемонов рекомендует его для легкого использования в садах от Среднего Запада до Атлантического побережья и северо-запада Тихого океана. Специалист по профилированию дорог штата Айова из Министерства транспорта Айовы сообщает, что «декоративные семенные коробочки растения добавляют интереса осенью и зимой».
Один из сортов растения назван 'Husker Red' из-за его красной листвы с белыми или голубовато-розовыми цветками. «Ассоциация многолетних растений» выбрала сорт 'Husker Red' многолетним растением 1996 года. Автор книги Perennial All-Stars описал Husker Red как «потрясающе цветущее многолетнее растение» и заметил, что «вы легко можете понять, почему Ассоциация многолетних растений выбрала это многолетнее растение среди всех остальных». Хаскер Ред был назван в честь команды Небраска Корнхаскерс. Другой сорт, 'Mystica', сначала зелёный, а осенью становится красным.
Сорт «Dark Towers» представляет собой гибрид сорта «Husker Red» и пенстемона «Prairie Splendor» (который, в свою очередь, представляет собой гибрид Penstemon cobaea × Penstemon triflorus). Гибрид имеет трубчатые розовые цветы, вырастающие до 1,5 дюймов в высоту, красную листву и высоту от 1,5 до 3 футов. Хотя Dark Towers похож на Husker Red, его красная листва темнее, чем у сорта Husker Red, и имеет большую высоту. Летом он также остается красным в течение более длительного времени. Дейл Линдгрен создал и назвал Husker Red и Dark Towers в Университете Небраски в 1983 году. Линдгрен решил создать Husker Red из-за его пурпурно-красной листвы.